# Bomputten
De Bomputten is een natuurgebied en historisch landschap in Houtem en Eppegem, dorpen in respectievelijk de gemeenten Vilvoorde en Zemst, in Vlaams-Brabant. Het gebied is ongeveer 17 hectare groot en wordt beheerd door Natuurpunt. De Bomputten zijn publiek toegankelijk.

## Geschiedenis
De Bomputten danken hun naam aan negen authentieke bomkraters die dateren uit de Tweede Wereldoorlog. Deze zijn het gevolg van een bombardement op naburige fabrieken in Vilvoorde. Dit heeft heel wat meer kraters dan de negen overgebleven exemplaren veroorzaakt, doorheen de tijd zijn er echter heel wat kraters verzand of omgezet in akkers. Enkele putten zijn bewaard als drinkpoelen voor vee en worden momenteel beheerd als ecologisch waardevol biotoop.

## Landschap en ligging
Het gebied sluit aan op de dorpskern van Houtem en wordt in het westen begrensd door de verhoogde berm van de spoorlijn Brussel-Antwerpen en de Kluitingstraat (Houtem) in het zuiden. Het station van Eppegem ligt 300 meter verderop. Het landschap wordt gevormd door 13 poelen (9 historische en 4 gegraven vanaf 2009) in een gevarieerd landschap van weiland, grasland en akkers. Deze worden omzoomd door oude populieren en knotwilgen. Deze laatste zijn het resultaat van een eeuwenoud gebruik en worden momenteel in stand gehouden omwille van hun historische en ecologische waarde.

## Ecologie
Vanwege de vele poelen en enkele sloten bevatten de Bomputten voornamelijk dier- en plantensoorten die zijn aangepast aan een vochtig milieu. Er leven onder meer drie soorten salamanders in het gebied (kleine watersalamander, alpensalamander en de zeldzame kamsalamander) en planten als waterweegbree, waterviolier en fonteinkruid.
De vele knotwilgen zijn een nestplaats van steenuil.